# Stellopeltis philodendricola
Stellopeltis philodendricola är en svampart som först beskrevs av Augusto Chaves Batista, och fick sitt nu gällande namn av Bat. & A.F. Vital 1959. Stellopeltis philodendricola ingår i släktet Stellopeltis, divisionen sporsäcksvampar och riket svampar.   Inga underarter finns listade i Catalogue of Life.